# Histoire d'amour
Histoire d'amour (Le toubib) è un film del 1979 diretto da Pierre Granier-Deferre.
Il film è basato sul libro Harmonie ou les horreurs de la guerre di Jean Freustié.